# Calendario etíope
El calendario etíope, también llamado calendario Ge'ez, es el calendario principal usado en Etiopía y también sirve de calendario litúrgico para los cristianos de Eritrea que pertenecen a la iglesia ortodoxa eritrea tewahido, las iglesias católicas orientales y la iglesia evangélica luterana de Eritrea. Está basado en el antiguo calendario alejandrino o el copto, que a su vez proviene del calendario egipcio, pero al igual que el calendario juliano, el etíope le añade un día bisiesto cada cuatro años sin excepción. Además, comienza el año el 29 de agosto o el 30 de agosto del calendario juliano (11 o 12 de septiembre en el calendario gregoriano). Debido a que difieren en cuanto a la determinación de la fecha de la Anunciación de Jesús, existe una diferencia de entre siete a ocho años entre los calendarios etíope y gregoriano.
En amárico:

የኢትዮጵያ ዘመን አቆጣጠር 

yä'Ityoṗṗya zämän aḳoṭaṭär
Al igual que el calendario cóptico, el calendario etíope tiene doce meses de 30 días cada uno más cinco o seis días epagomenales, que comprenden un decimotercer mes. Los meses etíopes comienzan durante los mismos días que aquellos del calendario cóptico, pero sus nombres están en ge'ez. El sexto día epagomenal se añade cada cuatro años sin excepción en el 29 de agosto del calendario juliano, seis meses antes del día de salto juliano. Así el primer día del año etíope, 1 Mäskäräm, durante años entre 1901 y 2099 (todo incluido), es por lo general el 11 de septiembre (gregoriano), pero cae el 12 de septiembre en el año anterior al año bisiesto del calendario gregoriano.

## Día de año nuevo
"Enkutatash" es la palabra para el año nuevo etíope en amárico, la lengua oficial de Etiopía, mientras le llaman "Ri'se Awde Amet" en Ge'ez, el término preferido por la Iglesia ortodoxa etíope de Tewahedo. Esto ocurre el 11 de septiembre en el calendario gregoriano, excepto los años bisiestos, cuando ocurre el 12 de septiembre. El año civil etíope 1998 Amät ä M hrät ("el Año de Piedad") comenzó el 11 de septiembre de 2005. Sin embargo, los años etíopes que 1996 y 1992 comenzaron el 12 de septiembre de 2003 y 1999, respectivamente.
Esta fecha correspondiente se aplica a partir de los años gregorianos 1900 a 2099. Generalmente, porque cada cuatro años etíopes es un año bisiesto sin excepción, mientras los años gregorianos divisibles por 100 no son bisiestos. Una serie de fechas correspondientes así se aplicarán solo durante un siglo. Sin embargo, como el año gregoriano 2000 es un año bisiesto, en este caso las correspondencias siguen durante dos siglos.

## Eras
Para señalar los años, los etíopes y los seguidores de las iglesias Eritreas usan hoy la "Era de Encarnación", que fecha la Anunciación o la Encarnación de Jesús el 25 de marzo del 9 d. C. (juliano), calculado por Anniano de Alejandría c. 400; así que su primer año civil comenzó siete meses antes el 29 de agosto del 8 d. C. Mientras tanto, los europeos adoptaron los cálculos hechos por Dionisio el Exiguo en 525 d. C., lo que colocó la Anunciación exactamente ocho años antes de la que tenía Annianus. Esto hace que el número de año etíope sea ocho años menos que el número de año gregoriano del 1 de enero al 10 o 11 de septiembre, y siete años menos para el resto del año gregoriano.
En el pasado, también se usaron extensamente otras eras para contar los años en Etiopía y en el reino axumita.

### Era de los mártires
La era más importante (usada una vez extensamente por las Iglesias Orientales, y todavía usada por la Iglesia cóptica) era la Era de los mártires, también conocida como la Era diocleciana, cuyo primer año comenzó el 29 de agosto de 284.
Respectivamente a los días de año nuevo gregoriano y juliano aproximadamente tres meses más tarde, la diferencia entre la Era de Mártires y el Anno Domini es 285 (= 15x19) años. Esto es porque en el 525 d. c., Dionysius Exiguus decidió añadir 15 ciclos metónicos a los 13 existentes de la Era diocleciana (15x19 + 13x19 = 532) para obtener un ciclo entero medieval de 532 años de Pascua, cuyo primer ciclo se terminó con la Era de año de Mártires 247 (= 13x19) igual al año DXXXI. Es también porque 532 es el producto del ciclo metónico de 19 años y el ciclo solar de 28 años.
- Datos: Q215271